# Coupe de Tunisie de football 1967-1968
Navigation
Coupe de Tunisie 1966-1967 Coupe de Tunisie 1968-1969
La Coupe de Tunisie de football 1967-1968 est la 13e édition de la coupe de Tunisie depuis 1956, et la 38e au total. Elle est organisée par la Fédération tunisienne de football (FTF).

## Résultats

### Tour prémliminaire
Le tour préliminaire est disputé le 1er octobre 1967 :
- District Centre :
  - Jeunesse sportive du Sahel bat Étoile sportive de Oueslatia
- District Cap Bon :
  - Grombalia Sports bat Aigle sportif de Somâa
- District Nord Ouest :
  - Étoile sportive khmirienne bat Sporting Club de Kalâa Djarda
- District Nord :
  - Vague sportive de Menzel Abderrahmane bat El Fouledh (Menzel Bourguiba)
- District Tunis et banlieue :
  - El Khadhra Sport bat Club sportif des municipaux et des sapeurs pompiers

### Premier tour
Disputé le 29 octobre 1967, ce tour est destiné à tous les clubs divisionnaires (divisions 2, 3 et 4).
- District Tunis et banlieue :
  - Sporting Club de Ben Arous bat Al Hilal
  - Association sportive Ittihad bat El Khadhra Sport
  - Progrès sportif tunisien bat Aroussa Sports
  - Monopoles Athlétique Club bat Union sportive de Carthage
  -  Club sportif des cheminots - Jeunesse sportive de Bou Arada : 9 – 0
  - Jeunesse sportive de Tebourba bat Club sportif goulettois
  - Association sportive de l'Ariana bat Mouldiet Manouba
  - Club olympique du Kram - Union sportive tunisienne : 1 – ? (corners 1 - 4)
  - El Menzah Sport
  - Stade zaghouanais
  - Ezzahra Sports
  - Widad athlétique de Montfleury
  - Jeunesse sportive d'El Omrane
  - Association Mégrine Sport
  - Radès Transport Club
- District Cap Bon :
  - Club sportif menzelien bat Étoile sportive de Menzel Temime
  - Stade nabeulien bat El Baâth sportif de Béni Khiar
  - Avenir populaire de Soliman bat Grombalia Sports
  - Étoile sportive de Béni Khalled bat Association sportive d'Hammamet
  - Club sportif de Korba
- District Nord :
  - Astre sportif de Menzel Jemil bat Association sportive de la cimenterie Portland de Bizerte
  - En-Nadi Ahly de Mateur – STIR sportive de Bizerte : 3 – 1
  - Stade africain de Menzel Bourguiba bat ASEG Bizerte[1]
- District Nord-Ouest :
  - Jendouba Sports bat Union sportive de Bousalem
  - Olympique du Kef bat Widad sportif de Sers
  - Football Club de Jérissa - Éclair sportif d'Ebba Ksour : 3 – 0
  - Olympique de Béja - Étoile sportive de Gaâfour : Forfait
  - Club sportif de Téboursouk
  - Association sportive de Ghardimaou
- District Centre :
  - Patriote de Sousse bat Kalâa Sport
  - Espoir sportif de Hammam Sousse bat Club sportif de Bembla
  - El Makarem de Mahdia - Union sportive ksibienne (Ksibet el-Médiouni) : 7 – 1
  - Stade soussien – Astre sportif de Zaouiet Sousse : 5 – 0
  - Jeunesse sportive kairouanaise bat Sporting Club de Moknine
  - Enfida Sports bat Club sportif de Hajeb El Ayoun
  - Croissant sportif d'Akouda bat Ennahdha sportive de Jemmal
  - Lion sportif de Ksibet Sousse bat Baâth sportif de Sidi Amor Bou Hajla
  - Aigle sportif de Téboulba
- District Sud (Sfax) :
  - Stade sportif sfaxien - Association sportive des transports communaux : 6 – 2
  - Océano Club de Kerkennah bat Club sportif de Chebba
- District Sud-Est :
  - Association sportive de Djerba bat Espérance sportive de Zarzis
  - Stade gabésien bat Sahara sportive de Douz
- District Sud-Ouest :
  - Étoile sportive de Métlaoui - Astre sportif de Degache : 5 – 1
  - El Gawafel sportives de Gafsa-Ksar bat Alfa sportive de Kasserine
  - Football M'dilla Club bat Croissant sportif de Redeyef
  - La Palme sportive de Tozeur bat Union sportive de Sbeïtla : Forfait

### Deuxième tour
Les matchs sont joués le 3 décembre 1967 avec la participation de 51 clubs qualifiés du tour précédent et onze clubs de division nationale. Le Club africain, détenteur du titre, est qualifié d'office pour les seizièmes de finale.
- - Hirondelle sportive de Kalâa Kebira
  - Union sportive maghrébine - Vague sportive de Menzel Abderrahmane : 5 – 0
  - Avenir populaire de Soliman - Sporting Club de Ben Arous : 3 – 3 (corners)
  - Progrès sportif tunisien - Jeunesse sportive du Sahel : 2 – 1
  - Club sportif des cheminots - Club sportif de Hammam Lif : 1 – 0
  - Jeunesse sportive de Tebourba - Club sportif menzelien : 3 – 0
  - Association sportive de l'Ariana - Enfida Sports : 2 – 0
  - Union sportive tunisienne - Widad athlétique de Montfleury : 3 – 1
  - Jeunesse sportive d'El Omrane - Stade zaghouanais : 1 – 0
  - Union sportive monastirienne - Ezzahra Sports : 5 – 0
  - Jeunesse sportive kairouanaise - Association Mégrine Sport : 2 – 2 (corners)
  - Club athlétique bizertin - Club sportif de Korba : 2 – 0
  - Astre sportif de Menzel Jemil - Croissant sportif d'Akouda : 3 – 1
  - En-Nadi Ahly de Mateur - Association sportive Ittihad : 2 – 0
  - Stade africain de Menzel Bourguiba - Radès Transport Club : 1 – 0
  - Jendouba Sports - Association sportive de Djerba : 3 – 0
  - Olympique du Kef - La Palme sportive de Tozeur : 2 – 1
  - Avenir sportif de La Marsa - Football Club de Jérissa : 2 – 0
  - Olympique de Béja - Étoile sportive de Métlaoui : 1 – 0
  - Étoile sportive du Sahel - Association sportive de Ghardimaou : 5 – 1
  - Stade soussien - Patriote de Sousse : 2 – 0
  - Espoir sportif de Hammam Sousse - Étoile sportive khmirienne : 3 – 0
  - Espérance sportive de Tunis - Lion sportif de Ksibet Sousse : 7 – 0
  - Océano Club de Kerkennah - Club sportif de Téboursouk : 2 – 0
  - Stade gabésien - El Makarem de Mahdia : 3 – 1
  - El Gawafel sportives de Gafsa-Ksar - Stade nabeulien : 6 – 3
  - Football M'dilla Club - Étoile sportive de Béni Khalled : Forfait
  - Club olympique des transports - Aigle sportif de Téboulba : 2 – 0
  - Club sportif sfaxien - El Menzah Sport : 2 – 0
  - Stade tunisien - Monopoles Athlétique Club : 6 – 1
  - Sfax railway sport - Stade sportif sfaxien : 1 – 0

### Seizièmes de finale
Les matchs sont joués le 7 janvier 1968 :
| Équipe 1                            | Équipe 2                           | Score 90' |
| ----------------------------------- | ---------------------------------- | --------- |
| Union sportive monastirienne        | Union sportive tunisienne          | 0 - 1     |
| Sporting Club de Ben Arous          | Stade gabésien                     | 3 - 0     |
| Union sportive maghrébine           | Progrès sportif tunisien           | 1 - 0     |
| Jendouba Sports                     | Astre sportif de Menzel Jemil      | 2 - 1     |
| El Gawafel sportives de Gafsa-Ksar  | Jeunesse sportive d'El Omrane      | 0 - 0     |
| Jeunesse sportive kairouanaise      | Jeunesse sportive de Tebourba      | 1 - 1     |
| Hirondelle sportive de Kalâa Kebira | Club athlétique bizertin           | 0 - 9     |
| Football M'dilla Club               | Avenir sportif de La Marsa         | 0 - 5     |
| Étoile sportive du Sahel            | Club africain                      | 0 - 1     |
| Espérance sportive de Tunis         | Club sportif sfaxien               | 0 - 2     |
| Olympique de Béja                   | En-Nadi Ahly de Mateur             | 2 - 0     |
| Espoir sportif de Hammam Sousse     | Stade soussien                     | 2 - 0     |
| Club olympique des transports       | Club sportif des cheminots         | 3 - 2     |
| Stade tunisien                      | Stade africain de Menzel Bourguiba | 5 - 1     |
| Olympique du Kef                    | Association sportive de l'Ariana   | 1 - 1     |
| Sfax railway sport                  | Océano Club de Kerkennah           | 5 - 0     |

Des matchs sont rejoués le 28 janvier 1968 :
| Équipe 1                         | Équipe 2                           | Score 90' |
| -------------------------------- | ---------------------------------- | --------- |
| Association sportive de l'Ariana | Olympique du Kef                   | 3 - 2     |
| Jeunesse sportive de Tebourba    | Jeunesse sportive kairouanaise     | 2 - 1     |
| Jeunesse sportive d'El Omrane    | El Gawafel sportives de Gafsa-Ksar | 0 - 2     |

### Huitièmes de finale
Les matchs sont disputés le 4 février 1968 :
| Équipe 1                         | Équipe 2                           | Score 90' |
| -------------------------------- | ---------------------------------- | --------- |
| Stade tunisien                   | Jeunesse sportive de Tebourba      | 3 - 0     |
| Club sportif sfaxien             | Espoir sportif de Hammam Sousse    | 5 - 1     |
| Association sportive de l'Ariana | Club olympique des transports      | 2 - 1     |
| Club africain                    | Jendouba Sports                    | 5 - 0     |
| Club athlétique bizertin         | Union sportive maghrébine          | 1 - 0     |
| Avenir sportif de La Marsa       | Sporting Club de Ben Arous         | 3 - 1     |
| Sfax railway sport               | Olympique de Béja                  | 1 - 0     |
| Union sportive tunisienne        | El Gawafel sportives de Gafsa-Ksar | 2 - 0     |

### Quarts de finale
Les matchs sont disputés en aller et retour.
| Date         | Équipe 1                         | Équipe 2                         | Score 90' |
| ------------ | -------------------------------- | -------------------------------- | --------- |
| 3 mars 1968  | Club sportif sfaxien             | Avenir sportif de La Marsa       | 1 - 0     |
| 10 mars 1968 | Avenir sportif de La Marsa       | Club sportif sfaxien             | 1 - 2     |
| 3 mars 1968  | Club athlétique bizertin         | Stade tunisien                   | 0 - 0     |
| 10 mars 1968 | Stade tunisien                   | Club athlétique bizertin         | 0 - 1     |
| 3 mars 1968  | Sfax railway sport               | Union sportive tunisienne        | 1 - 1     |
| 10 mars 1968 | Union sportive tunisienne        | Sfax railway sport               | 1 - 1     |
| 20 mars 1968 | Sfax railway sport               | Union sportive tunisienne        | 2 - 1     |
| 3 mars 1968  | Club africain                    | Association sportive de l'Ariana | 1 - 0     |
| 10 mars 1968 | Association sportive de l'Ariana | Club africain                    | 0 - 2     |

### Demi-finales
| Date | Équipe 1                 | Équipe 2                 | Score 90' |
| ---- | ------------------------ | ------------------------ | --------- |
| -    | Club sportif sfaxien     | Club africain            | 1 - 1     |
| -    | Club africain            | Club sportif sfaxien     | 1 - 0     |
| -    | Sfax railway sport       | Club athlétique bizertin | 3 - 0     |
| -    | Club athlétique bizertin | Sfax railway sport       | 0 - 2     |

### Finale
| Date         | Équipe 1      | Équipe 2           | Score 90'     |
| ------------ | ------------- | ------------------ | ------------- |
| 23 juin 1968 | Club africain | Sfax railway sport | 3 - 2 (a. p.) |

La finale arbitrée par Hédi Zarrouk, assisté de Hamadi Barka et Hédi Saoudi, est âprement disputée entre le Sfax railway sport (champion) et le Club africain (dauphin). À dix minutes de la fin du temps réglementaire, le Club africain mène par 2-0 grâce à un doublé de Béchir Kekli dit Gattous, avant qu'Ezzedine Chakroun et Amor Madhi à la dernière minute ne l'obligent à jouer les prolongations. Lors des prolongations, Chakroun ajoute un troisième but régulier mais que l'arbitre refuse ; ce n'est qu'à la 120e minute qu'Ahmed Bouhajila signe la victoire du Club africain.
Les formations alignées sont :
- Club africain (entraîneur : Hmid Dhib) : Sadok Sassi - Mohamed Bennour, Taoufik Klibi, Mrad Hamza, Jalloul Chaoua, Ahmed Bouajila, Abderrahmane Rahmouni, Tahar Chaïbi, Mohamed Salah Jedidi, Béchir Kekli, Salah Chaoua
- Sfax railway sport (entraîneur : István Balogh) : Abdelmajid Karoui, Habib Masmoudi, Ali Jerbi, Mahmoud Fendri, Hamadi Hafsi, Mohamed Harzallah, Mohamed Nefzaoui, Habib Bousarsar, Amor Madhi, Romdhan Toumi, Ezzedine Chakroun

## Meilleurs buteurs
Amor Madhi du Sfax railway sport est le meilleur buteur de l'édition avec six buts, suivi de Youssef Zouaoui du Club athlétique bizertin avec quatre buts.